# Die Prüfung (Kafka)
Die Prüfung ist ein kleines Prosastück von Franz Kafka aus dem Jahr 1920.
Ein Diener wird nie zur Arbeit gerufen. Ein anderer Diener unterzieht ihn einer Prüfung mit seltsamem Ausgang.
Es handelt sich hier um eines der Kafka-Stücke, die zwar in der einschlägigen Literatur erwähnt, aber bisher nicht näher interpretiert wurden.

## Entstehung
Im Herbst 1920, als Kafka sich von seiner verheirateten Geliebten Milena Jesenská wieder löste, entstanden wie in einem produktiven Schub eine Reihe kurzer Prosastücke.
Zu nennen sind hier Das Stadtwappen, Der Steuermann, Nachts, Gemeinschaft, Unser Städtchen liegt …, Zur Frage der Gesetze, Die Truppenaushebung, Poseidon, Der Geier, Der Kreisel, Kleine Fabel und eben auch Die Prüfung.
Diese kleinen Werke mit ihren inneren Zusammenhängen hat Kafka nicht selbst veröffentlicht, die Titel stammen weitgehend von Max Brod. Die Erstveröffentlichung geschah 1936.

## Inhalt
Da ist ein Diener, aber es gibt keine Arbeit für ihn. Er ist ängstlich und drängt sich nicht vor.
Aber manchmal hat er den starken Wunsch, zur Arbeit gerufen zu werden. Er liegt dösend in der Gesindestube und starrt zur Decke. Er geht ins Wirtshaus und trinkt saures Bier. Dort schaut er aus einem kleinen Fenster hinüber zum Herrschaftshaus. Manchmal sieht er drüben Hausdiener, die sich an das Fenster lehnen und hinunter schauen.
Einmal kommt er ins Wirtshaus, da ist sein spezieller Platz besetzt. Der Diener wollte sich schon schnell davon stehlen, aber der andere Gast, auch ein Diener, lädt ihn ein, mit zu trinken. Er verwickelt den Diener in ein Frage-und-Antwort-Spiel. Aber der Diener versteht gar nicht, was der andere von ihm will. Er fürchtet, dass es der Gast bereue, ihn überhaupt eingeladen zu haben. Dieser sagt aber: „Das war doch nur eine Prüfung. Wer die  Fragen nicht beantwortet, hat die Prüfung bestanden.“

## Form
Die Geschichte wird von einem Ich-Erzähler vorgetragen. Auffällig ist die häufige Verwendung der persönlichen Fürwörter. In fast jedem Satz kommt ein „ich“, „mich“ oder „mein“ vor. Es geht hier aber nicht um eine Persönlichkeit, die egoman oder egoistisch nach außen ist, sondern es wird die Abgeschlossenheit in der eigenen Person, die ja auch Inhalt der Geschichte ist, damit dokumentiert. Auffallend ist auch die häufige Verwendung der Konjunktion „aber“: Es werden Aussagen getroffen, die dann jeweils relativiert oder negiert werden.
Sehr offensichtlich ist die Zweiteilung des Stückes, zunächst die monologische Betrachtung des Dieners über seine eigene Situation, dann die Begegnung mit dem anderen Gast und die „Prüfung“. Die inhaltliche Verbindung dieser beiden Absätze ist die jeweilige Passivität des Protagonisten.

## Bezug zu anderen Werken Kafkas
Der beobachtende Blick des Dieners in Richtung des Herrschaftshauses lässt an den Landvermesser K. aus dem Roman Das Schloss denken. Dessen Blick in Richtung des Schlosses, das er nicht erreichen kann, ist ein Blick ins scheinbar Leere der Winternächte, getrieben von dem Wunsch durch das Schloss seine berufliche (und soziale) Legitimation zu erreichen.
Auch dem verführerisch schönen Sohn aus Elf Söhne genügt es, vom Kanapee aus „seinen Blick an die Zimmerdecke zu verschwenden“ und zum Leidwesen des Vaters völlig passiv zu sein.
Die Aussage, dass der die Prüfung besteht, der die Fragen nicht beantwortet, könnte auch die Aufforderung sein, nicht zu agieren, sondern kontemplativ die Welt auf sich wirken zu lassen. In den Zürauer Aphorismen heißt es:
- Nr. 109: „Es ist nicht notwendig, daß du aus dem Haus gehst. Bleib bei deinem Tisch und horche. Horche nicht einmal, warte nur. Warte nicht einmal, sei völlig still und allein. Anbieten wird sich dir die Welt zur Entlarvung, sie kann nicht anders, verzückt wird sie sich vor dir winden.“

Aber dieser Aphorismus eignet sich nur begrenzt, um sich dem Verständnis der Prüfung zu nähern, denn dort ist keinerlei verzückte Welt zu entdecken.

## Ausgaben
- Sämtliche Erzählungen. Herausgegeben von Paul Raabe, S. Fischerverlag, 1977, ISBN 3-596-21078-X.
- Nachgelassene Schriften und Fragmente II. Herausgegeben von Jost Schillemeit, Fischer Taschenbuch; 2002, S. 327–329.

## Sekundärliteratur
- Peter-André Alt: Franz Kafka: Der ewige Sohn. Eine Biographie. Verlag C.H. Beck, München 2005, ISBN 3-406-53441-4.
- Bettina von Jagow, Oliver Jahraus: Kafka-Handbuch. Leben – Werk – Wirkung. Vandenhoeck & Ruprecht, Göttingen 2008, ISBN 978-3-525-20852-6.
- Joachim Unseld: Franz Kafka. Ein Schriftstellerleben. Die Geschichte seiner Veröffentlichungen. 3. Auflage. Carl Hanser Verlag, München / Wien 1983, ISBN 3-446-13568-5.